# Lineacoelotes nitidus
Lineacoelotes nitidus là một loài nhện trong họ Agelenidae.
Loài này thuộc chi Lineacoelotes. Lineacoelotes nitidus được miêu tả năm 2002 bởi S. Q. Li & Zhang.